# 45 Aurigae
45 Aurigae (45 Aur / HD 43905 / HR 2264) es una estrella en la constelación de Auriga de magnitud aparente +5,35. Se encuentra a 186 años luz de distancia del sistema solar.
45 Aurigae es una estrella blanco-amarilla de la secuencia principal de tipo espectral F5V, anteriormente clasificada como gigante F5III.
Tiene una temperatura efectiva en el rango 6531 - 6696 K, la cifra varía según la fuente consultada.
Su luminosidad es 19 veces mayor que la luminosidad solar y gira sobre sí misma con una velocidad de rotación igual o superior a 10 km/s.
45 Aurigae es una binaria espectroscópica, es decir, su naturaleza binaria ha sido detectada por el desplazamiento Doppler de sus líneas espectrales.
Su período orbital es de 6,501 días y la órbita es casi circular, con una excentricidad ε = 0,02.
La estrella primaria —cuyas características son las descritas en el párrafo anterior— tiene una masa de 1,48 masas solares, mientras que la estrella secundaria tiene una masa equivalente al 42% de la masa del Sol.
El sistema muestra una metalicidad superior a la solar en un 86% ([Fe/H] = +0,27).
Asimismo, evidencia una abundancia relativa de litio (A(Li) = 3,2) claramente superior a la solar, pero que está en la media de la abundancia cósmica de este metal.
Su edad estimada es de 1100 - 1200 millones de años.